# Baiyun, Hunan
Baiyun är en köping i Kina. Den ligger i provinsen Hunan, i den södra delen av landet, omkring 240 kilometer nordväst om provinshuvudstaden Changsha. Antalet invånare är 27 821. Befolkningen består av 13 524 kvinnor och 14 297 män. Barn under 15 år utgör 13,0 %, vuxna 15-64 år 74 %, och äldre över 65 år 12,0 %.
Runt Baiyun är det ganska tätbefolkat, med 166 invånare per kvadratkilometer. Baiyun är det största samhället i trakten. I omgivningarna runt Baiyun växer huvudsakligen savannskog.
Genomsnittlig årsnederbörd är 1 697 millimeter. Den regnigaste månaden är september, med i genomsnitt 263 mm nederbörd, och den torraste är december, med 19 mm nederbörd.